# Miroslav Čihák
Miroslav Cihak es un deportista checoslovaco que compitió en piragüismo en la modalidad de eslalon. Ganó tres medallas en el Campeonato Mundial de Piragüismo en Eslalon entre los años 1953 y 1959.

## Palmarés internacional
| Campeonato Mundial | Campeonato Mundial | Campeonato Mundial | Campeonato Mundial |
| Año                | Lugar              | Medalla            | Competición        |
| ------------------ | ------------------ | ------------------ | ------------------ |
| 1953               | Merano (Italia)    | Medalla de bronce  | C2 por equipos     |
| 1955               | Tacen (Yugoslavia) | Medalla de bronce  | C2 mixto           |
| 1959               | Ginebra (Suiza)    | Medalla de plata   | C2 por equipos     |